# Fédération de Sainte-Lioba
La fédération de Sainte-Lioba est une union de monastères bénédictins de moniales. Elle regroupe au sein de l'ordre de Saint-Benoît quatre prieurés autour de la maison-mère de Fribourg :
- Le prieuré Sainte-Lioba à Fribourg-en-Brisgau (Allemagne) dont dépendent dans la même ville, la maison Saint-Benoît et la maison Subiaco, et dans le village de Petersberg près de Fulda la celle Sainte-Lioba. Les moniales dirigent aussi l'école de Kloster Wald.
- Le prieuré Saint-Gabriel, héritier de l'abbaye de Bertholdstein (Autriche).
- Le prieuré Sainte-Lioba de Copenhague, fondé en 1935 (Danemark)
- Le prieuré d'Ashir Bhavan à Bhopal (Inde).

NB: Le prieuré Sainte Lioba de Simiane-Collongue à Simiane-Collongue (France) est indépendant et n'appartient pas à la Confédération bénédictine.

## Histoire
Les moniales de Sainte-Lioba ont été fondées par Maria Föhrenbach (de) en 1920 à Fribourg, frappée par la situation de nécessité des familles de l'après-guerre. La congrégation est canoniquement approuvée en 1927. Elle est placée sous le patronage de sainte Lioba (710-782), nièce de saint Boniface.
La congrégation est réorganisée en 1969, avec des prieurés indépendants.